# Wallago
Wallago – rodzaj ryb sumokształtnych z rodziny sumowatych (Siluridae).

## Zasięg występowania
Azja.

## Klasyfikacja
Gatunki zaliczane do tego rodzaju:
- Wallago attu
- Wallago hexanema[a][b]
- Wallago leerii

Gatunkiem typowym jest Silurus muelleri (=Wallago attu).